# Wiener Neustädter Tierschützerprozess

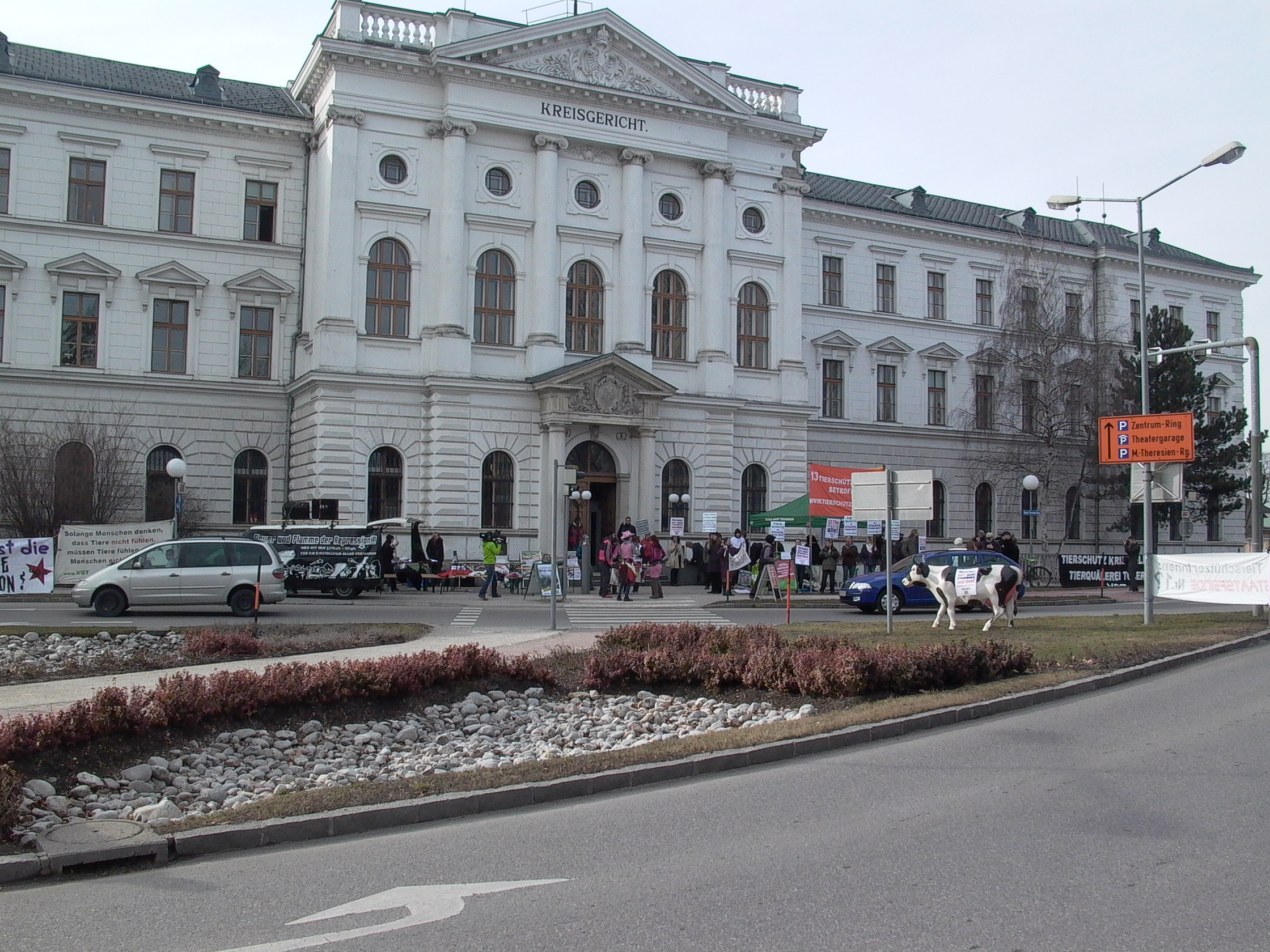
Demonstration vor dem Landesgericht Wiener Neustadt (März 2010)

Als Wiener Neustädter Tierschützerprozess oder Tierschutzcausa wird ein von März 2010 bis Mai 2011 geführter Strafprozess gegen mehrere Tierschutzaktivisten vor dem Landesgericht Wiener Neustadt bezeichnet. Die Anklage beruhte auf dem Vorwurf, die Tierschützer hätten eine kriminelle Organisation nach § 278a des Österreichischen Strafgesetzbuchs gebildet, die für mehr als 200 Straftaten über einen Zeitraum von zwölf Jahren verantwortlich gewesen sei. Die Ermittlungen seit 2007, die Verhaftungen 2008 und die Verfahrensführung verursachten österreichweit anhaltende Proteste. Am 2. Mai 2011 wurden die Angeklagten in erster Instanz in sämtlichen Anklagepunkten, auch dem der Bildung einer kriminellen Organisation, freigesprochen. Nach teilweiser Berufung der Staatsanwaltschaft Wiener Neustadt gegen dieses Urteil wurde auch in der letzten verbleibenden Teilanklage am 27. Mai 2014 der Freispruch in allen Punkten bestätigt.
Zudem wurde im Zuge des Verfahrens grundsätzliche Kritik am § 278a StGB laut.

Folge war eine StGB-Reform im Juli 2013, um den Anwendungsbereich des § 278a StGB  auf den Kernbereich der organisierten Kriminalität einzuschränken und die Verfolgung von Nichtregierungsorganisationen zu verhindern.

## Ermittlungsverfahren

### Vorgeschichte
Hintergrund des Verfahrens ist eine Anti-Pelz-Kampagne des Vereins gegen Tierfabriken (VGT), deren Ziel die österreichische Bekleidungskette Kleider Bauer war. Die Strategie der Tierschützer bestand insbesondere in regelmäßigen Demonstrationen vor den Filialen der Firma. Am 17. November 2006 fand ein erstes Treffen des Kleider-Bauer-Geschäftsführers Peter Graf mit Beamten der Bundespolizeidirektion Wien statt, dessen Gegenstand mögliche Vorgehensweisen gegen bestimmtes Verhalten der Demonstranten waren, wozu auch „Belästigungen von Kunden“ zählten. Das Landespolizeikommando Wien wurde angewiesen, solche Vorfälle zu dokumentieren und gegebenenfalls einzuschreiten.
Am 1. Dezember 2006 um 2:30 morgens kam es zu einer ersten Sachbeschädigung, bei der zwei maskierte Männer fast alle Schaufenster einer Kleider-Bauer-Filiale in Wien einschlugen und den Haupteingang der Filiale mit „Pelz ist Mord“ beschrifteten. Über die Weihnachtsfeiertage 2006 wurde Buttersäure in eine Filiale in Wien-Liesing eingeleitet, am 10. Jänner 2007 wurde der stark übelriechende Stoff durch das Türschloss in eine Grazer Filiale eingebracht. Die Täter sind bislang nicht ermittelt.
Ebenfalls im Dezember desselben Jahres wurden angemeldete Demonstrationen der Basisgruppe Tierrechte (BAT) aufgelöst. In den offiziellen Begründungen hieß es, die Veranstaltungen stellen eine „Gefährdung der öffentlichen Sicherheit“ dar. Nach einer Beschwerde fanden kurz darauf wieder Demonstrationen statt.

### Gründung einer Sonderkommission
In der Nacht vom 3. auf den 4. April 2007 wurden zwei Autos der Inhaberfamilie von Kleider Bauer mit Farbe übergossen, die Reifen wurden aufgestochen.

„Werner und Peter Graf sind Geschäftsführer Bei Kleider Bauer und Hämmerle und allein verantwortlich für die Geschäftspolitik und den Pelzverkauf. Pelzverkauf Stopp, sonst folgen weitere Aktionen. Der Pelzindustrie ihr blutiges Handwerk legen, bis alle Käfige leer sind. A.L.F.“

Geschäftsführer Peter Graf kontaktierte tags darauf das Innenministerium, woraufhin am 5. April ein Treffen mit leitenden Beamten des Innenministeriums und der Bundespolizeidirektion Wien stattfand, bei dem die Einrichtung einer Sonderkommission SoKo Bekleidung beschlossen wurde. Ziel der Ermittlungen wurden die Demonstranten der Anti-Pelz-Kampagne. Aus internen Dokumenten der Polizei geht hervor, dass es keine Indizien für eine Täterschaft der Demonstranten gab. Während der Sitzung hielten Polizisten fest, dass „bisher kein klarer Zusammenhang zwischen den Demos und den Sachbeschädigungen hergestellt werden konnte. (…) [E]in Beweis oder ganz starke Indizien konnten bisher (…) nicht ermittelt werden.“ In dem Resümeeprotokoll der Gründungssitzung wird auch die Anordnung von Erik Buxbaum zum „Ausschöpfen sämtlicher administrativen Möglichkeiten in Hinblick auf die Untersagung der Demonstrationen“ festgehalten. Der damalige Polizeipräsident Peter Stiedl sagte dies mit dem Verweis auf die bisherigen Untersagungsbemühungen zu. Im Anschluss wurden erneut Kundgebungen untersagt. Auch diese Verbote hatten nur kurze Zeit Bestand. Mitte Dezember notierte der Soko-Leiter Erich Zwettler dazu: „Die Untersagung von Kundgebungen wird von den Experten für Versammlungsrecht derzeit für nicht möglich erachtet“. Die Soko reagierte auf diese Erkenntnis, indem sie den Demonstrationen „mindestens zwei WEGA-Beamte, am besten mit Dienstfahrzeug ausgestattet, zur Prävention und bei Bedarf zur Repression“ beistellte mit der Absicht, die Tierschützer „in der Öffentlichkeit in das Licht ‚besonders gefährlicher Demonstranten‘“ zu rücken.
Neben den vehementen Bemühungen der Grafs, die Demonstrationen vor ihren Geschäften zu verunmöglichen, vermutet einer der Angeklagten, dass die Grafs bei den Behörden auch „offene Türen einrannten“. Angeklagte verwiesen darauf, dass etwa das Landesamt für Verfassungsschutz und Terrorismusbekämpfung (LVT) bereits seit 2006 bei wirtschaftsnahen Veranstaltungen durch das Vorstellen von „Präventivmaßnahmen“ ein Bedrohungsszenario durch die Tierrechtsbewegung herbeigeredet habe, und stellten die Entwicklungen in einen Kontext internationaler Repressionen gegen die Tierrechtsbewegung.

### Ermittlungen und Verhaftungen
Die Sonderkommission wurde aus mindestens 32 Beamten verschiedener Abteilungen der Polizei sowie des Verfassungsschutzes und der Terrorismusbekämpfung gebildet und ermittelte seit 10. April 2007 wegen Sachbeschädigung gegen die Verdächtigten. Es kam im Laufe der Ermittlungen zu umfassenden Observationen in Form von Lauschangriffen, Peilsendern, Online-Überwachungen, Beschattungen und verdeckten Ermittlungen gegen eine große Anzahl von Personen. Acht Monate nach Beginn der Ermittlungen der SoKo berichtete diese am 18. Dezember 2007 dem Generaldirektor der Polizei, bis auf eine DNA-Spur auf einem Pflasterstein keine Ermittlungsergebnisse vorweisen zu können. Trotz des Ausbleibens von Ermittlungsergebnissen beantragte die Sonderkommission im Jänner 2008 Videoüberwachungen und brachte hierbei erstmals den Verdacht vor, dass die Tierschützer eine kriminelle Vereinigung gebildet hätten.
Am 21. Mai 2008 wurden im Zuge einer österreichweiten Razzia durch die Polizei neun Aktivisten und eine Aktivistin unterschiedlicher Tierrechtsorganisationen, darunter VGT-Obmann Martin Balluch und weitere VGT-Mitglieder, festgenommen und bis zu 105 Tage in Untersuchungshaft genommen. Bei den 23 Hausdurchsuchungen wurden umfangreiche Beschlagnahmungen vorgenommen, darunter auch der Großteil der Infrastruktur des VGT inklusive Spenderdatenbanken, Buchhaltung und die Konto-Zugangsdaten. Die Verhaftung war Anlass für massive Kritik innerhalb und von außerhalb Österreichs, da die Betroffenen keine Akteneinsicht erhielten und lange Zeit unklar blieb, was genau ihnen vorgeworfen wurde.
Die Polizei konnte keine Delikte konkreten Verdächtigen zuordnen und ließ zentrale Vorwürfe – wie einen Brandanschlag in einer Jagdhütte, der tatsächlich ein bereits aufgeklärter Unfall gewesen war – wieder fallen, behielt die Personen aber weiterhin in Untersuchungshaft. Ebenso fallen gelassen wurde die Anschuldigung gegen Christian Moser, Sprengstoff gehortet zu haben, da sich die verdächtige Substanz als Sojamilch herausstellte. Martin Balluch erhielt nach eigenen Angaben zur Begründung für seine Untersuchungshaft einen 1500-seitigen Auszug der Ermittlungsakte, in dem sein Name dreimal im Zusammenhang mit Zeitungsinterviews oder von ihm verfassten Artikeln erwähnt worden war. Mehrere Gefangene traten aus Protest gegen dieses Vorgehen in einen Hungerstreik. Die Inhaftierung sorgte österreichweit und international für Proteste. Nach mehr als drei Monaten ordnete die Oberstaatsanwaltschaft Wien schließlich die Freilassung der Tierschützer an, da die Dauer der Untersuchungshaft im Hinblick auf das zu erwartende Strafmaß unverhältnismäßig zu werden drohte.
Seit 2009 wird auch gegen eine Richterin des Unabhängigen Verwaltungssenats ermittelt, die Strafbescheide gegen einige Tierschützer wegen Jagdstörung und Falschparkens in Höhe von 200 Euro aufgehoben hatte. Als sich Martin Balluch kurze Zeit später in einem Onlineforum lobend über die Richterin äußerte und meinte, Jagdstörungen könnten nun „mit richterlicher Rückendeckung“ ablaufen, gab dies für die Ermittler Anlass zu der Annahme, er habe die Richterin zum Amtsmissbrauch zugunsten der beschuldigten Tierschützer angestiftet. Laut Albert Steinhauser wurde auch das Telefon der Richterin abgehört.

### Verdeckte Ermittlungen
Im November 2010 wurde bekannt, dass die Polizei ab 2007 auch eine verdeckte Ermittlerin in den VGT eingeschleust hatte, die während ihrer 16 Monate dauernden Ermittlungen in engem persönlichem Kontakt mit mehreren Angeklagten stand. Die verdeckte Ermittlerin unter dem Decknamen Danielle Durand wurde bis zum Nachweis ihrer Existenz durch die Angeklagten – auch vor Gericht – von ihren Vorgesetzten geleugnet. Berichte über ihre Tätigkeiten wurden dem Verfahrensakt vorenthalten. Peter Pilz, ein Politiker der Partei Die Grünen, und die Verteidigung meldeten Zweifel über die Rechtmäßigkeit ihres Einsatzes an.
Nach ihrer Enttarnung wurde die verdeckte Ermittlerin von der Verteidigung als Entlastungszeugin beantragt. Proteste folgten der Ankündigung der Richterin Arleth, diese Schlüsselzeugin der Verteidigung nur unter Ausschluss der Öffentlichkeit zuzulassen. Arleth ließ die Befragung schließlich öffentlich zu, bestand aber darauf, die verdeckte Ermittlerin kontradiktorisch per Videoübertragung aus einem Nebenraum des Gerichts in den Verhandlungssaal einzuvernehmen. Diese Entscheidung begründete die Richterin damit, dass die Ermittlerin vor den Angeklagten geschützt werden müsse. Somit konnte die Verteidigung keine direkten Fragen an ihre wichtigste Zeugin richten. Dennoch entlastete die Ermittlerin mit ihrer Aussage die Angeklagten. Nachdem sie mehrere Monate lang das Vertrauen der Angeklagten genossen und eng mit ihnen zusammengearbeitet hatte, gab sie an, weder kriminelle Aktivitäten noch deren Planung erlebt zu haben.
Die Aufgabe Durands lag in der „Gefahrenabwehr laut [dem] Sicherheitspolizeigesetz“, ferner beschaffte sie DNA-Spuren der Verdächtigen. Sie verfasste einen 96 Seiten umfassenden Bericht, der von Peter Pilz veröffentlicht wurde. Nach ihren Angaben war ihr die „Vertrauensperson 481“ nicht bekannt.
Ende Jänner 2011 wurde bekannt, dass die Polizei von April bis November 2007 eine weitere, als „Vertrauensperson 481“ bezeichnete Verbindungsperson in die Tierschützergruppe eingeschleust hatte. Auch diese Ermittlungskraft, die offenbar während der Verbüßung einer Ersatzfreiheitsstrafe rekrutiert wurde, stellte keine strafbaren Handlungen fest.
In einer Pause der Verhandlung am 24. Jänner 2011 begab sich ein orange gekleideter Mann in das Zimmer, in dem sich die verdeckte Ermittlerin Danielle Durand aufhielt. Der Anwalt Traxler wies die Richterin auf eine mögliche Absprache hin, auf Nachfrage gab der Mann in Orange an, dass er nicht direkt in die Ermittlungen involviert sei. Der Mann in Orange erschien auch bei der Befragung der Vertrauensperson.

### Gerichtsbeschlüsse im Vorverfahren
Die Untersuchungsrichterin hat in der Haftprüfungsverhandlung über die zehn Tierrechtsaktivisten Untersuchungshaft verhängt. Den daraufhin erhobenen Rekurs durch die Inhaftierten gegen diese Beschlüsse lehnte das Oberlandesgericht Wiens ab. Am 13. August 2008 wurde einer der Inhaftierten vom Untersuchungsrichter im Zuge der dritten Haftprüfungsverhandlung durch die Aufhebung der Untersuchungshaft freigelassen, da keine Tatbegehungsgefahr mehr bestehe. Die von der Oberstaatsanwaltschaft Wien angeordnete Freilassung der übrigen U-Häftlinge erfolgte am 2. September 2008.
Sieben der zehn Beschuldigten erhoben gegen die Verhängung der Untersuchungshaft eine Grundrechtsbeschwerde beim Obersten Gerichtshof. Dieser wies im Oktober 2008 die Beschwerde jedoch ab und stellte fest, dass durch die Untersuchungshaft das verfassungsrechtlich gewährleistete Grundrecht auf persönliche Freiheit der Beschwerdesteller nicht verletzt worden sei.
Die beschuldigten Tierrechtsaktivisten erhoben auch gegen ihre Festnahmen, Hausdurchsuchungen und deren Vollzug Beschwerden. Das Oberlandesgericht Wien wies Mitte Oktober 2008 diese Rechtsmittel ab und stellte fest, dass die Vorgehensweise der Sicherheitsbehörden rechtmäßig und verhältnismäßig gewesen sei.

### Abschlussberichte der Polizei
Anfang April 2009 legte die Polizei der Staatsanwaltschaft den Abschlussbericht über die Ermittlungsergebnisse der letzten Jahre vor. Der Abschlussbericht sollte der Staatsanwaltschaft Wiener Neustadt weitere Beweise für die geplante Anklageerhebung liefern.
Der VGT und die Beschuldigten äußerten sich dazu im April 2009 in einer Pressekonferenz und per Aussendungen über ihre Homepage und kritisierten den Inhalt des Abschlussberichtes. Wie bereits zuvor mit Teilen der Ermittlungsakten und später mit einigen Strafanträgen geschehen, veröffentlichte ein Teil der Betroffenen eine kommentierte Version der sie betreffenden Abschlussberichte im Internet, um ihrer Kritik Glaubwürdigkeit zu verleihen.
Der VGT fand in den Abschlussberichten der Ermittler keine hinreichende Grundlage dafür, dass Polizei und Staatsanwaltschaft von einer kriminellen Organisation für die Durchsetzung von Tierrechten in Österreich ausgingen. Ihre Hauptkritikpunkte waren, dass in den Abschlussberichten nicht erklärt würde, wieso die beschuldigten Personen für jene aufgelisteten Taten verantwortlich sein sollten und warum entlastende Ermittlungsergebnisse unterschlagen wurden. In einem im Bericht zitierten linguistischen Gutachten wurde behauptet, dass Obmann Balluch einzelne Bekennerschreiben aus seinem tausende Texte umfassenden journalistischen Archiv verfasst haben sollte. Die Aussagekraft dieses Gutachtens sei allerdings von mehreren anderen Linguisten stark kritisiert und angezweifelt worden.
Kritiker der Verfolgung der Beschuldigten bemängeln, dass die aufgrund privater Meinungen geäußerte Gesinnung als Beweis von Schuld an Straftaten gewertet werden könnte und ordnungsgemäß angemeldete, friedlich verlaufende Kundgebungen durchwegs als militant bezeichnet und anschließend als kriminelle Tatbestände zu nur behaupteten Täterschaften addiert worden seien.
Martin Balluch vom Verein gegen Tierfabriken kritisiert, dass verfassungsrechtlich geschütztes zivilgesellschaftliches Engagement so mit kriminellen Tatbeständen gleichgesetzt werde.

### Weitere Durchsuchungen und Strafantrag
Am 10. Juni 2009 wurden erneut Hausdurchsuchungen an drei Adressen eines der Verdächtigten durchgeführt, obwohl die Unterkunft des Tierschützers bereits 2008 durchsucht worden war. Etwa 15 Tierschutzaktivisten blockierten durch einen Sitzstreik den Eingang einer Wohnung in Wien-Meidling, um auf die aus ihrer Sicht ungerechtfertigten anhaltenden Zwangsmaßnahmen hinzuweisen, bis sie schließlich von der WEGA weg getragen wurden. Im Zuge mehrerer erneuter Medienberichte zu diesem Fall gab auch die Justizministerin Claudia Bandion-Ortner im ORF am 16. Juni 2009 ein Interview, in dem sie es ablehnte, inhaltliche Aussagen zu einem laufenden Verfahren abzugeben, aber bestätigte, dass im Justizministerium ein eigenes Team prüfe, ob Anklage gegen die beschuldigten Tierschützer erhoben werden sollte.
Mitte August reichte die Staatsanwaltschaft einen 218 Seiten umfassenden Strafantrag ein. Darin wurden vier der zehn Personen, die auch in Untersuchungshaft waren, ausschließlich nach § 278a StGB angeklagt, so auch der Hauptverdächtige Martin Balluch. Delikte wie Brand- oder Buttersäureanschläge wurden fallen gelassen. Die Staatsanwaltschaft erklärte im August 2009, sie ermittle weiter gegen 20 Personen, unter anderem wegen Brandstiftung, krimineller Organisation und schwerer Sachbeschädigung.
Laut dem Gesamtbericht über den Einsatz besonderer Ermittlungsmaßnahmen im Jahr 2008 waren im konkreten Fall 267 Personen überwacht worden. Ein Großteil der Ergebnisse aus diesen Überwachungsmaßnahmen wurde im Gerichtsakt nicht zur Einsicht freigegeben. Albert Steinhauser, Justizsprecher der Grünen, reichte am 28. Jänner 2010 eine Anfrage an die Bundesministerin für Justiz ein, um grundlegende Fragen zur Rechtmäßigkeit und Angemessenheit dieser Vorgänge zu klären.
Am 15. Februar 2010 überreichten 220 Personen der Staatsanwaltschaft Wien Selbstanzeigen nach dem Paragraphen 278a StGB, weil sie der Auffassung seien, dass auch sie bei der vorliegenden Beweislage nach diesem Gesetz verfolgt werden müssten. Auf einer Pressekonferenz des VGT zu diesem Anlass wurde kritisiert, die Grenzziehung zwischen legal und illegal sei unklar. Politisch Arbeitende hätten dadurch keine Rechtssicherheit mehr für ihre Aktivitäten. Bis zum Herbst 2010 erfolgten insgesamt 300 solcher Selbstanzeigen. Während die meisten der Anzeigen „nur“ die Pauschalvorwürfe des Strafantrags enthalten, sind zwei dieser Anzeigen in allen Details analog zu der Anklageschrift zweier Angeklagten verfasst. Alle Selbstanzeigen sind mit dem Verweis eingestellt worden, dass die beschriebenen Tätigkeiten nicht strafbar wären. Eine Anfrage ans Justizministerium steht aus. (Stand: Anfang Februar 2011)

### Anklage
In der Anklageschrift wurden verschiedene Tatbestände aufgeführt, die nach Ansicht der Staatsanwaltschaft den Angeklagten zuzuordnen wären, darunter die Bildung einer kriminellen Vereinigung, Sachbeschädigung, dauernde Sachentziehung, unerlaubter Besitz einer gefährlichen Waffe, Widerstand gegen die Staatsgewalt durch das Anrempeln eines Polizisten, das Klopfen an das Autofenster einer Mitarbeiterin von Kleider-Bauer und Tierquälerei im Rahmen einer Schweinebefreiung. Als Indiz für die Bildung einer kriminellen Vereinigung wurde die Verwendung von Datenverschlüsselungstechniken beim VGT angeführt.
In seinem Schlussplädoyer äußerte der Staatsanwalt Wolfgang Handler die Ansicht, dass die seiner Ansicht nach bestehende Organisation so gut getarnt sei, dass sie die Strukturen und Veranstaltungen der BAT (Basisgruppe Tierrechte) und des VGT (Verein gegen Tierfabriken) als Basis für kriminelle Handlungen hätte nutzen können, ohne dass die anderen Mitglieder der BAT oder des VGT, die Vertrauensperson, die verdeckte Ermittlerin oder die Ermittlungsbehörden etwas davon hätten bemerken können.
Die prinzipielle Gewaltbereitschaft der Angeklagten sah Handler unter anderem dadurch bestätigt, dass Martin Balluch 1996 in einem E-Mail an seinen Vater schrieb, dass er gerne einen Gartenschlauch durch das Fenster eines Firmenleiters gesteckt und aufgedreht hätte. Chris Moser habe Flugzettel mit der Aufschrift „Jäger töten“ verteilt.

## Prozess
Am 2. März 2010 begann der Prozess gegen elf männliche und zwei weibliche Beschuldigte, darunter drei Angeklagte, die erst 18 Tage vor Prozessbeginn erfahren hatten, dass sie angeklagt werden sollten. Sie beanstandeten die kurze Vorbereitungszeit, da die Hauptakte rund 20.000 Seiten umfasste, mit den dazugehörigen Überwachungsprotokollen etwa 200.000 Seiten. Der Antrag auf Prozessverschiebung eines Verteidigers, der den Akt erst wenige Tage vor Prozessbeginn erhalten hatte, wurde von Richterin Sonja Arleth mit dem Hinweis abgelehnt, dass laut Strafprozessordnung nicht mehr als zwei Wochen Vorbereitungszeit gewährt werden müssten.
Alle Angeklagten bekannten sich nicht schuldig. Die Plädoyers ihrer fünf Verteidiger bezogen sich hauptsächlich auf die ihrer Auffassung nach unangemessene Anklage als kriminelle Organisation, da sie wesentliche Merkmale dafür nicht in der Anklageschrift finden könnten und die Staatsanwaltschaft den Angeklagten keine entsprechenden Straftaten anlaste. Sechs der Angeklagten wurde ausschließlich die Mitgliedschaft in einer kriminellen Organisation vorgeworfen. Dementsprechend wurden ihnen auch vom Staatsanwalt keine kriminellen Handlungen angelastet. Stattdessen argumentierte er, dass sie in dem Wissen, damit Straftaten zu fördern, legale Handlungen gesetzt hätten.
Im Laufe der öffentlichen Verhandlung sorgten einige Vorfälle für Proteste im Publikum. Es kam daraufhin zu Saalverweisen durch die Richterin. Die Medien berichteten besonders über diesen Vorgang: Der Erstangeklagte Martin Balluch fügte zusammenhangslos mitten in einen Satz die Wendung „Bli-bla-blu, ich glaub’, die Richterin hört mir nicht zu“ ein und führte den Satz weiter, ohne dadurch die Aufmerksamkeit der Richterin zu erlangen.
Richterin Arleth ließ keine Beweise zur Entkräftung eines linguistischen Gutachtens eines ehemaligen Lehrers einer Allgemeinbildenden Höheren Schule zu, dessen Seriosität von mehreren international anerkannten Experten scharf kritisiert worden war. Als daraufhin lautstarke Proteste des Publikums ertönten, verwies sie mehrere Reihen im Publikum des Saales. Da diese sich weigerten, freiwillig zu gehen, und die anwesenden Beamten sie nicht entfernen konnten, ließ die Richterin die Verhandlung unterbrechen.
Am Prozess herrschte reges Medieninteresse und alle großen Printmedien und TV-Stationen Österreichs entsandten Berichterstatter, viele berichteten weiter über aktuelle Neuigkeiten zum Fall. Der erste Prozesstag wurde von einer lautstarken Kundgebung vor dem Gerichtsgebäude begleitet. Noch im Verhandlungssaal waren die teilweise auf den Verlauf im Gericht abgestimmten Musikstücke zu hören. Die Internetausgabe des Standard berichtete per Live-Ticker von den Verhandlungen.
Am 31. März 2011, dem letzten Verhandlungstag vor der einen Monat später geplanten Urteilsverkündung, gab Richterin Arleth bekannt, den gerichtlich bestellten Sprachgutachter, der den erstangeklagten Martin Balluch als Verfasser von Bekennerschreiben schwer belastet hatte, nicht mehr zu berücksichtigen, da er nicht in der Lage gewesen wäre, im Prozess aufgezeigte Unschlüssigkeiten in seinem Gutachten aufzuklären. Daraufhin beantragte der Staatsanwalt (und auch erneut die Verteidigung) die Bestellung eines neuen Gutachters. Als die Richterin dies ablehnte, erklärte der Staatsanwalt, sich die Geltendmachung einer Nichtigkeitsbeschwerde wegen dieses möglichen Verfahrensfehlers vorzubehalten. Am selben Tag hatte der Staatsanwalt für Aufsehen gesorgt, indem er die Anklage erneut ausdehnte. Kurz bevor die Schlussplädoyers beginnen sollten, erhob er Anklage wegen Sachbeschädigung, dauerhaftem Sachentzug und Tierquälerei bei einer Nerzbefreiung aus dem Jahr 1997, bei dem – laut Aussage des sich damit selbst belastenden Hauptzeugen der Anklage – drei der Beschuldigten beteiligt gewesen sein sollen. Die Angeklagten bestritten diese Vorwürfe und wiesen auf den Umstand hin, dass der Belastungszeuge versuche, der Vereinsleitung des VGT zu schaden, seit er im Jahr 2002 wegen des Vorwurfs der Veruntreuung von Spendengeldern als Obmann abgewählt worden war. Auch wäre fragwürdig, wieso dieser Vorwurf erst nach einem Treffen des Zeugen mit dem Staatsanwalt am Vortag erhoben worden wäre, da der Zeuge bei seinen mehrfachen Aussagen bei der Polizei und später vor Gericht niemals etwas von diesem Vorfall erwähnt hatte.
Laut dem Anwalt Traxler beliefen sich die Gesamtkosten des Verfahrens auf sieben Millionen Euro.

### Urteil der ersten Instanz und weiteres Vorgehen der Staatsanwaltschaft
Alle Angeklagten wurden am 2. Mai 2011 in allen Anklagepunkten freigesprochen. Die Richterin führte in der Urteilsbegründung an, dass weder die Existenz einer kriminellen Organisation belegt werden konnte, noch dass es Beweise für die weiteren angeklagten Straftaten gegeben habe. Für ein kriminelles Zusammenwirken von VGT und BaT gebe es keinerlei Indizien. „Wesentlichen Beweiswert“ schrieb Arleth den Berichten der verdeckten Ermittlerin „Danielle Durand“ zu. Der Einsatz „Durands“ ab dem 1. Januar 2008 sei ohne Genehmigung erfolgt und die Erklärungen des Soko-Leiters Erich Zwettler hierzu eine „schlichte Schutzbehauptung“. Das Gutachten Wolfgang Schweigers wurde für „unbestimmt und nicht nachvollziehbar“ befunden, der frühere VGT-Obmann Plank, der eine belastende Zeugenaussage zu einer Nerzbefreiung tätigte, wurde für „nicht glaubwürdig“ befunden; aus beiden Gründen wurde der Vorwurf der Beteiligung an einer Nerzbefreiung gegen Martin Balluch und Jürgen Faulmann vom Gericht fallen gelassen. Der Vorwurf eines Brandanschlages auf den Circus Knie in Linz wurde fallen gelassen, da durch den Gutachter Schweiger nicht bewiesen werden konnte, dass die Bekennerschreiben von Balluch verfasst wurden. Der Vorwurf des Bewerfens einer Kleider-Bauer-Filiale in Gumpoldskirchen mit Steinen sowie des Beschädigens von nahe gelegenen Plakaten einer Reptilienmesse wurde wegen des Fehlens von Beweisen fallen gelassen, Felix Hnat wurde im Zweifel vom Vorwurf des Widerstands gegen die Staatsgewalt freigesprochen. Der Vorwurf gegen Jürgen Faulmann, eine Schweinebefreiung durchgeführt zu haben, wurde fallen gelassen, da Rekonstruktionen der Bewegungen Faulmanns durch Telefonprotokolle nahelegten, dass Faulman nicht genügend Zeit für eine Befreiung gehabt hätte. Ebenso wenig konnte nachgewiesen werden, dass die Angeklagten an einem Anschlag auf das Auto eines Miteigentümers von Kleider-Bauer beteiligt waren und dass die Angeklagte Koch auf einer Aktionärsversammlung der Firma Escada Drohungen gegen das Unternehmen getätigt hätte.
Die Freisprüche sind bezüglich des zentralen Tatvorwurfs der Bildung einer kriminellen Vereinigung seit Juni 2012 rechtskräftig. Damit ist der Prozess für alle ausschließlich nach § 278a StGB Angeklagten, zu denen auch der Hauptangeklagte Martin Balluch zählt, abgeschlossen. Bezüglich der weiteren Tatvorwürfe (Nötigung, Sachbeschädigung, Widerstand gegen die Staatsgewalt und Tierquälerei) hat die Staatsanwaltschaft Wiener Neustadt hingegen am 29. Juni 2012 Berufung eingelegt. Diese Vorwürfe betreffen fünf der ursprünglich 13 Beschuldigten.
Wenige Tage nachdem die Staatsanwaltschaft ihren Revisionsantrag bekanntgab, kündigte sie an, Martin Balluch wegen der Anstiftung zum Amtsmissbrauch anzuklagen. Er soll 2007 eine Richterin des Unabhängigen Verwaltungssenats zur Aufhebung von Strafbefehlen gegen mehrere Tierschützer in Höhe von jeweils 200 Euro wegen Jagdstörungen angestiftet haben. Damit brachte sie einen Punkt zur Anklage, in dem bereits seit längerer Zeit erfolglos gegen Balluch ermittelt worden war. Auch die Richterin wurde Ziel von Ermittlungen und Hausdurchsuchungen. Neben inhaltlicher Kritik an der Anklage brachte Balluch auch Verwunderung darüber zur Sprache, dass dieses Verfahren von der Staatsanwaltschaft Wiener Neustadt geführt werde, da keine der betroffenen Personen oder Örtlichkeiten einen räumlichen Bezug zum Gerichtsbezirk Wiener Neustadt hätten.

## Weitere Auswirkungen des Prozesses

### Politische Folgen
Nach den Freisprüchen beschloss der österreichische Nationalrat auf Betreiben von SPÖ und Grünen im Oktober 2011 eine Evaluierung des aufgrund des Prozesses heftig kritisierten § 278a StGB. Im Juli 2012 kündigte Justizministerin Beatrix Karl einen Änderungsvorschlag an, nach dem künftig eine Gruppe nur noch dann als kriminelle Organisation gilt, wenn sie „mit strafwürdigen Mitteln auf finanzielle Gewinne aus ist“. In der bisherigen Fassung gilt dies auch für eine Gruppe, die „erheblichen Einfluss auf Politik und Wirtschaft anstrebt“. Hintergrund ist, dass die Anklage nach § 278a StGB im Tierschützerprozess ganz wesentlich mit Kampagnen gegen den Pelzhandel und die Schweinemast begründet worden war, da diese zeigten, dass die angebliche kriminelle Organisation Einfluss auf Politik und Wirtschaft anstrebe. Nach Einschätzung des Verfassungsrechtlers Bernd-Christian Funk wären die angeklagten Tierschützer nach der vorgeschlagenen Änderung „aus dem Schneider gewesen“. Die Gesetzesänderung wurde teils begrüßt, teils aber auch als nicht weitgehend genug kritisiert.
Weitere politische Initiativen betreffen insbesondere die Höhe der finanziellen Entschädigung von zu Unrecht Beschuldigten. Dies betrifft vor allem den Ersatz von Verteidigungskosten, der derzeit unabhängig von der Höhe der tatsächlichen Verteidigungskosten bei 1.250 Euro und damit weit unter den ca. 400.000 Euro liegt, welche die Beschuldigten im Verfahren alleine an direkten Verteidigungskosten zu tragen haben. Die Beschuldigten im Tierschützerprozess stehen daher trotz rechtskräftiger Freisprüche vor dem finanziellen Ruin. Im Mai 2011 sprachen sich alle im österreichischen Nationalrat vertretenen Parteien mit Ausnahme der ÖVP für eine Erhöhung der Entschädigung aus. Martin Balluch und der Nationalratsabgeordnete Johann Meier brachten im Juni 2012 eine Petition ins Parlament ein, welche die Erhöhung des Kostenersatzes fordert. Dies steht auch im Kontext einer generellen Kritik an den hohen Kosten für Kopien, die von den Angeklagten zu tragen sind. Wer als Angeklagter Kopien der Ermittlungsakten benötigt, muss in Österreich pro Seite 1,10 Euro bezahlen; scannt man die Unterlagen selbst oder fotografiert sie ab, sind 60 Cent pro Seite zu zahlen. Im Falle der Verfahrensakte im Tierschützerprozess würde dies auf 220.000 Euro für eine vollständige Ablichtung hinauslaufen. Kritikern zufolge stünden die Kosten in keinerlei Zusammenhang mit dem tatsächlichen Aufwand und gefährdeten die Waffengleichheit zwischen Anklage und Verteidigung und damit das Recht auf ein faires Verfahren. Im Dezember 2011 hob der österreichische Verfassungsgerichtshof die entsprechenden Gebührenregelungen für Kopien mit selbst mitgebrachten Geräten wie Digitalkameras mit Wirkung zum 1. Juli 2012 auf, da es sich beim Scannen oder Fotografieren ohne Zuhilfenahme der Gerichtsinfrastruktur lediglich um „eine zeitgemäße Form der Abschriftnahme“ handele, die seit jeher kostenfrei möglich ist.
Die Grünen fordern zudem, die Entschädigung für zu Unrecht erlittene Untersuchungshaft von derzeit 50 Euro pro Tag auf bis zu 100.000 Euro pro Monat zu erhöhen.

### Juristische Folgen
Gleich nach Ende des Verfahrens wurden diverse Strafanzeigen gegen Personen gestellt, die direkt oder indirekt an der Anklage beteiligt waren. Erich Zwettler, Leiter der Sonderkommission, wurde gemeinsam mit drei weiteren Beamten von Albert Steinhauser, Justizsprecher der Grünen, wegen Amtsmissbrauchs, falscher Beweisaussage, Freiheitsentziehung und Urkundenunterdrückung bei der Korruptionsstaatsanwaltschaft angezeigt. Begründet wurde dies mit der Manipulation von Beweisen, der Vertuschung entlastender Ermittlungsergebnisse, Falschaussagen bezüglich des Einsatzes der verdeckten Ermittlerin Danielle Durand vor Gericht sowie der weiterhin verweigerten Akteneinsicht. Der Vorwurf der Freiheitsentziehung wurde damit begründet, dass die Polizei Sachverhalte bewusst falsch dargestellt hatte, um die Untersuchungshaft der Beschuldigten aufrechtzuerhalten. Die Verfahren wurden von der Korruptionsstaatsanwaltschaft im September 2011 eingestellt. Von Seiten der Betroffenen wurden Fortführungsanträge gestellt. Nachdem der Unabhängige Verwaltungssenat bereits argumentiert hatte, dass Zwettler als Soko-Leiter nichts von dem Einsatz „Durands“ nach dem 31. Dezember 2007 gewusst haben müsse – schließlich gebe es ja auch jedes Jahr zahlreiche Fälle sexuellen Kindesmissbrauchs, ohne dass nahe Angehörige etwas bemerkten –, stellte die Staatsanwaltschaft Wien das Verfahren im Juni 2012 mit ebendieser Begründung ein.
Auch gegen Staatsanwalt Wolfgang Handler wurde von Albert Steinhauser Anfang 2011 eine Anzeige wegen Amtsmissbrauchs angekündigt, bis heute allerdings nicht eingebracht. Nach Bekanntwerden der Anklage gegen Martin Balluch wegen Anstiftung zum Amtsmissbrauch im Juli 2012 kündigte dieser ebenfalls eine Anzeige gegen Handler an, da dieser wiederholt nachweisbar falsche Zeugenaussagen vor Gericht zu Lasten von Balluch toleriert habe, während er mögliche Falschaussagen zugunsten von Tierschützern „fanatisch“ verfolge.
Zudem wurde von VGT-Mitgliedern Anzeige gegen das Bundesamt für Verfassungsschutz und Terrorismusbekämpfung (BVT) wegen Verleumdung, übler Nachrede und Amtsmissbrauchs gestellt. Hintergrund ist, dass in den Verfassungsschutzberichten des BVT trotz der Freisprüche weiterhin von „militanten Tierrechtsgruppen“ die Rede ist, denen die aus der Anklage bekannte „Doppelstrategie“ aus legalen und illegalen Aktionen angelastet wird. Nach Ansicht der Betroffenen ist aus den Berichten klar ersichtlich, dass hiermit der VGT gemeint ist; die Anschuldigungen, die sich im Prozess als haltlos herausgestellt hätten, würden hier einfach weiter erhoben. Eine analoge Anzeige wurde aufgrund des 2012 erschienenen Verfassungsschutzberichtes gestellt.
Martin Balluch stellte Strafanzeige gegen Wolfgang Schweiger wegen falscher Beweisaussage aufgrund seines heftig kritisierten Sprachgutachtens. Die Staatsanwaltschaft Wien gab im Januar 2012 die Einstellung des Verfahrens bekannt, da nicht nachgewiesen sei, dass Schweiger wissentlich ein falsches Gutachten erstellt hatte. Daraufhin strengte Balluch gegen Schweiger eine Zivilklage auf Schadenersatz in Höhe von 35.000 Euro an; Balluch und Schweiger einigten sich im Oktober 2012 außergerichtlich auf die Zahlung des vollen Betrages, Balluch zog dafür die Klage zurück.
Zudem ist seit November 2010 beim Unabhängigen Verwaltungssenat eine Beschwerde von Balluchs Verteidiger Stefan Traxler wegen des nach Darstellung der Verteidigung rechtswidrigen Einsatzes der verdeckten Ermittlerin Danielle Durand anhängig, obwohl der Senat über derartige Beschwerden binnen sechs Monaten zu entscheiden hat.
Im Juli 2011 wurde bekannt, dass gegen Blogger Jörg Wipplinger auf Anregung der ehemaligen Soko-Beamtin Bettina Bogner Ermittlungen wegen Beeinflussung eines Strafverfahrens und übler Nachrede aufgenommen wurden. Wipplinger hatte im Mai 2010 ein Interview mit Stefan Traxler auf seinem Videoblog publiziert, in dem Traxler schwere Vorwürfe gegenüber Polizei und Staatsanwaltschaft erhoben hatte. Unter anderem ging es dabei um Beweismittelunterdrückung. Da Traxler in dem Interview auch den Vorwurf erhob, dass Kleider Bauer die finanziellen Folgen eines Buttersäureanschlags übertrieben habe, wurde Wipplinger kurz darauf von Kleider Bauer mit einer Klage bedroht und erklärte sich angesichts des veranschlagten Streitwerts von 50.000 Euro zur Löschung des Interviews und einer Zahlung in Höhe von 5.000 Euro bereit. Wipplinger bezeichnete die Vorwürfe als „skurril“, da er selbst während des Interviews gar nichts gesagt habe und aufgrund der Klagedrohung von Kleider Bauer das Video nur kurz im Netz gestanden habe, wodurch nur ein paar hundert Leute es gesehen haben dürften.
Ein unbeteiligter Staatsanwalt der Staatsanwaltschaft Wiener Neustadt wurde am Tag der Urteilsverkündung von einer ORF-Kamera dabei gefilmt, wie er aus einem Fenster des Gerichtsgebäudes mit den Händen einen Schuss in die vor dem Gericht feiernde Menge andeutete. Nachdem die Aufnahmen im August 2012 publik wurden, musste er sein Amt als stellvertretender Mediensprecher der Staatsanwaltschaft abgeben. Das Strafverfahren wegen gefährlicher Drohung wurde eingestellt, der Staatsanwalt muss sich jedoch disziplinarrechtlich verantworten.

### Persönliche Folgen für die Beteiligten
Die meisten der Angeklagten hatten mit dem Verlust der Arbeitsstelle, Verdienstausfall oder Verzögerungen von Bildungsabschlüssen persönliche und finanzielle Folgen zu tragen. Die mediale Berichterstattung hob vor allem Chris Moser hervor, der jede Woche 700 km aus Tirol zum Prozess nach Wiener Neustadt anreisen musste und deswegen seine Arbeitsstelle als Restaurator verlor. Da er regelmäßig vor Gericht erscheinen musste, galt er zudem für das Arbeitsamt nicht als jobsuchend und erhielt kein Arbeitslosengeld. Um die Betreuung seiner drei Kinder zu gewährleisten, kündigte seine Frau ihre Stelle. Die Familie ernährte sich während des Prozesses von Spenden, die unter anderem über eine Unterstützergruppe auf Facebook gesammelt wurden. Auch andere Angeklagte waren auf private Spenden und Unterstützung durch Benefizveranstaltungen angewiesen. Der Physiker Elmar Völkl und der Volkswirt Felix Hnat mussten die Arbeit an ihren Dissertationen unterbrechen, letzterer musste im Alter von 28 Jahren wieder bei seinen Eltern einziehen und erhielt kein Arbeitslosengeld. Da die Staatsanwaltschaft gegen den Freispruch Hnats Berufung eingelegt hat und ihm weiterhin versuchte schwere Nötigung wegen der Teilnahme an Anti-Pelz-Demonstrationen vorwirft, berichtete Hnat im Oktober 2012, weiterhin von Sozialhilfe zu leben und keine Arbeit zu finden, weil er wegen des noch ausstehenden Verfahrens keinem Arbeitgeber versprechen könne, regelmäßig zur Arbeit zu erscheinen. Auch der Angeklagten Sabine Koch wurde das Arbeitslosengeld gestrichen, weil sie aufgrund des Prozesses einen Weiterbildungskurs nicht besuchen konnte. Martin Balluch stellte die psychischen Belastungen und seinen persönlichen finanziellen Ruin in einem nach Prozessende erschienenen Buch dar.
Die direkten Verteidigungskosten für die Beschuldigten belaufen sich auf 5,2 Millionen Euro, im Durchschnitt also 400.000 Euro pro Person. Diese Kosten sind auch nach den rechtskräftigen Freisprüchen von den Angeklagten zu tragen. Grund ist, dass in Österreich ein pauschaler Kostenersatz in Höhe von 1.250 Euro für Verfahrenskosten gilt, wobei die Höhe der Verteidigungskosten nicht relevant ist. Zudem gibt es pro Tag ungerechtfertigter Untersuchungshaft 25 Euro Entschädigung. Insgesamt steht daher den Freigesprochenen eine Zahlung von maximal 11.650 Euro zu.
Bereits im Mai 2011 kündigten die Freigesprochenen an, die Republik Österreich auf eine deutlich höhere Entschädigung zu verklagen. Im Oktober 2012 schließlich forderten die Anwälte der acht in allen Punkten freigesprochenen Tierschützer die Finanzprokuratur auf, jedem Betroffenen 100.000 Euro für die zu Unrecht erlittene Untersuchungshaft, für den Verdienstausfall und als Schmerzensgeld zu zahlen. Die fünf weiteren Angeklagten konnten sich der Forderung nicht anschließen, weil die Staatsanwaltschaft in einigen Punkten Berufung gegen den Freispruch eingelegt hat.
Staatsanwalt Wolfgang Handler wurde nach den Freisprüchen im November 2011 zum Ersten Staatsanwalt in Wiener Neustadt befördert, inzwischen ist er Oberstaatsanwalt bei der Wirtschafts- und Korruptionsstaatsanwaltschaft. Zuvor war bereits Erich Zwettler, ehemals Leiter der ermittelnden Sonderkommission, im Januar 2010 zum Leiter des Wiener Landesamtes für Verfassungsschutz und Terrorismusbekämpfung befördert worden. Richterin Sonja Arleth hingegen wechselte im Januar 2012 in die Abteilung Haftrichter. Seitdem leitet sie keine Hauptverhandlungen mehr, sondern entscheidet nur noch über die Aufrechterhaltung von Untersuchungshaft und über Auslieferungen. Die Entscheidung wurde vom Gericht nicht begründet oder kommentiert. Von Seiten der SPÖ und Kommentatoren überregionaler Medien wurden für Arleths Versetzung politische Motive vermutet, da die zentralen Figuren der Anklage befördert, die Richterin, welche die Tierschützer freigesprochen hatte, hingegen „strafversetzt“ werde. Dem steht jedoch ein Interview im Standard entgegen, in dem der neue OGH-Präsident Eckart Ratz unter anderem mögliche Schritte gegen „Richter, die negativ auffallen“ in Aussicht stellt und als Beispiel der Tierschützerprozess genannt wird.
Der Tierschutzverein Animal Spirit wurde infolge des Prozesses aus dem Dachverband oberösterreichischer Tierschutzorganisationen ausgeschlossen. Franz-Joseph Plank, Gründer und Obmann von Animal Spirit, hatte Martin Balluch durch nachweisliche Falschaussagen im Prozess schwer belastet. Martin Balluch führt das Verhalten Planks darauf zurück, dass dieser bis 2002 selbst Obmann des VGT gewesen, dann aber wegen Veruntreuung von Vereinsgeldern entlassen worden war und nun einen Groll gegen den VGT und seinen Nachfolger Balluch hege.

### Wissenschaftliche Aufarbeitung
Ein mehrjähriges interdisziplinäres Forschungsprojekt unter Beteiligung von Juristen und Philosophen an der Universität Wien arbeitet seit 2011 an der juristischen Aufarbeitung des Prozesses. Die Fragestellung besteht insbesondere darin, ob § 278a StGB systematisch zivilgesellschaftliches Engagement erschwert. Auch analoge Regelungen in anderen Ländern sind Forschungsgegenstand.

### Filmische Aufarbeitung
Der Prozess wurde 2011 vom österreichischen Filmregisseur Gerald Igor Hauzenberger in einem Dokumentarfilm aufgearbeitet. Der Prozess erhielt auf der Viennale 2011 den Wiener Filmpreis für den besten Dokumentarfilm und den MehrWERT-Filmpreis der Erste Bank. Zusätzlich wurde der Dokumentarfilm 2012 in der Schweiz mit dem Goldenen Auge ausgezeichnet. Der Film ist seit April 2013 auch als DVD im Handel erhältlich.

### Bundesamt für Verfassungsschutz
Im Rahmen des parlamentarischen Untersuchungsausschusses in Bezug auf die BVT-Affäre wurden am 7. März 2019 Martin Balluch, Chris Moser und der Rechtsanwalt im Tierschutzprozess, Stefan Traxler, als Auskunftspersonen einvernommen. VGT-Obmann und ehemaliger Hauptangeklagter Martin Balluch teilte per APA-OTS-Aussendung mit, er hoffe auf späte Gerechtigkeit: dass die Hintermänner dieses politischen Prozesses aufgedeckt werden.

## Kritik

Fotos von Protesten zur Causa
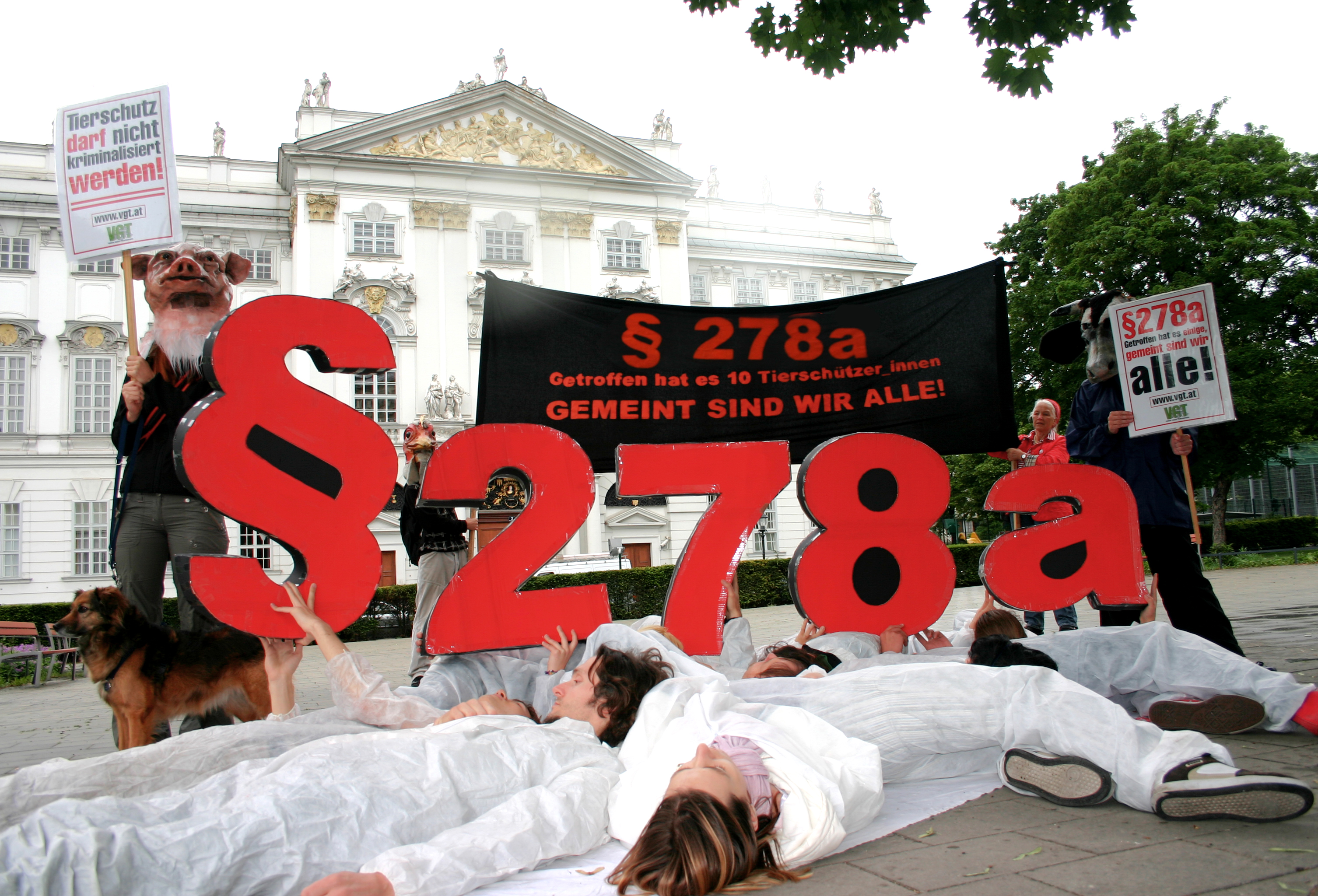
Eine Kundgebung gegen die befürchtete Bedrohung zivilgesellschaftlichen Engagements durch § 278a StGB. (Quelle: Verein gegen Tierfabriken)
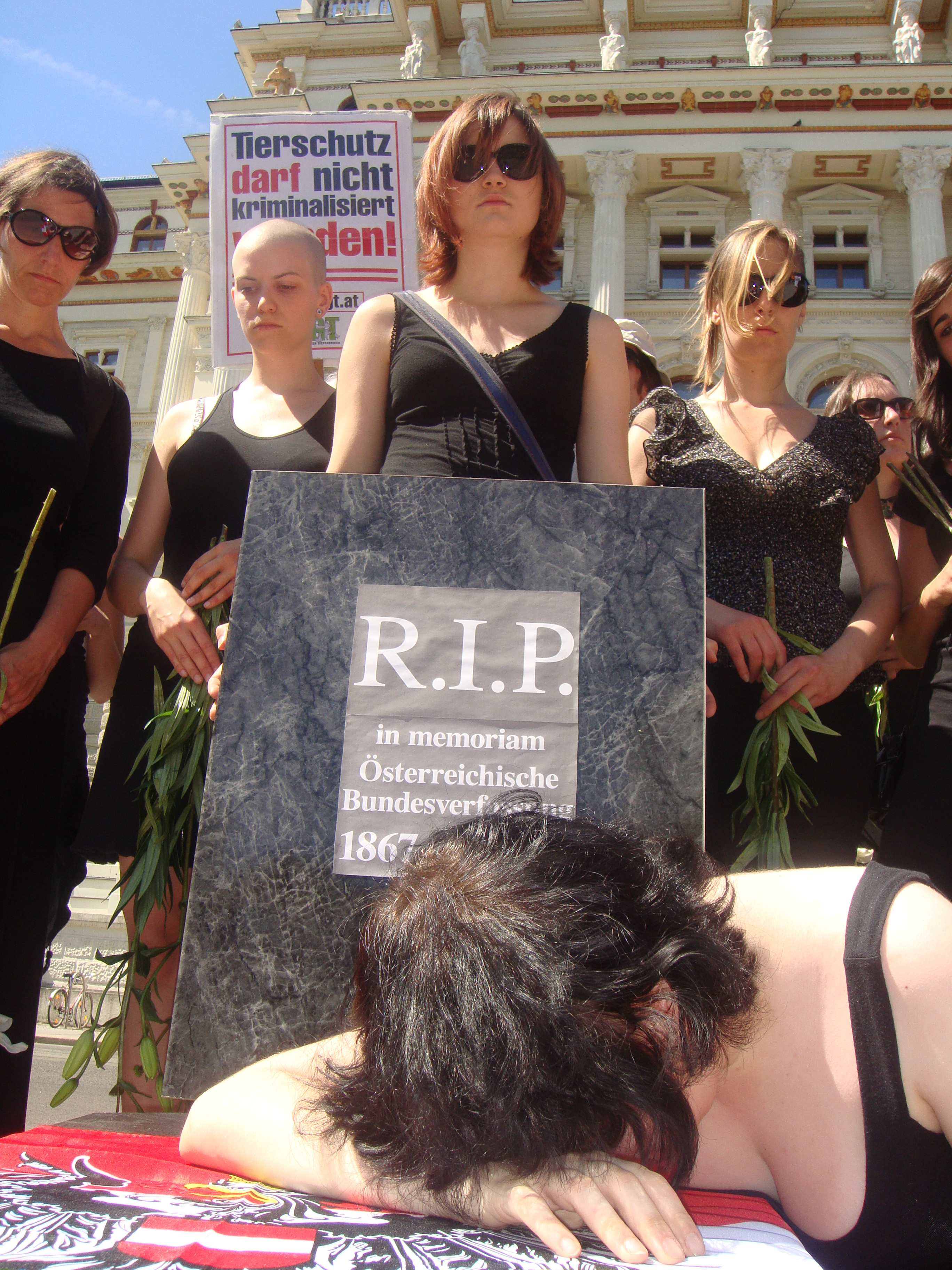
Aktivisten veranstalten eine symbolische Beerdigung der Österreichischen Verfassung und beklagen verletzte Grundrechte durch die Anwendung von § 278a StGB gegen NGOs. (Quelle: Verein gegen Tierfabriken)

### Politische Bedeutung
Kritiker warfen den Ermittlungsbehörden vor, im Falle der Tierschutzcausa ein Gesetz zur Verfolgung organisierter Kriminalität gegen systemkritischen zivilgesellschaftlichen Einsatz anzuwenden. Legales Engagement in Nichtregierungsorganisationen werde als Verdacht auf das Vorliegen und die Mitgliedschaft in einer kriminellen Organisation gewertet.
Das Strafdelikt der kriminellen Organisation nach § 278a StGB setzt keine begangene oder versuchte Straftat voraus, da es sich um ein Vorbereitungsdelikt (vgl. Vorbereitungshandlung) handelt. Bereits die Mitgliedschaft in einer kriminellen Organisation ist strafbar.
Wenn Gerichte diesen Verdacht bestätigt sehen, können sie Überwachungsmaßnahmen einer großen Zahl von Personen und Untersuchungshaft über die Beschuldigten verhängen, ohne einzelne Personen konkreter Taten zu verdächtigen. Kritiker sehen darin einen Widerspruch zur Unschuldsvermutung, da so Freiheitsentzug ohne konkreten Tatverdacht möglich werde.
Die beschuldigten Tierschützer und Kritiker der Ermittlungen werfen den Ermittlungsbehörden vor, schwerwiegende Strafverfolgungsmaßnahmen gegen Bürger einzuleiten, sofern deren Überzeugungen mutmaßlichen Tatmotiven entsprechen. Weil dabei Strafverfolgungsmaßnahmen von Meinungen abhängig gemacht würden, untergrabe diese Praxis Freiheitsrechte der in der österreichischen Verfassung garantierten Menschenrechte. Die undifferenzierte Anwendung der Bezeichnung „militant“ in offiziellen Stellungnahmen der Behörden wie den Staatsschutzberichten der Polizei auch für friedliche Kundgebungen zeige eine grundsätzliche Kriminalisierung der Tierrechtsbewegung. Martin Balluch sprach in diesem Zusammenhang von einem Gesinnungsstrafrecht.
Obwohl laut Staatsanwaltschaft nicht die betroffenen NGOs strafbarer Handlungen beschuldigt wurden und auch nicht in ihrer Arbeit behindert werden sollten, wurden Fördererdatenbanken, Buchhaltungsdaten und Kontozugang des VGT beschlagnahmt. Der VGT beklagte, deswegen weitgehend handlungsunfähig zu sein, und warf den Behörden vor, genau dies zu beabsichtigen. Während die meisten Daten dem VGT erst nach zehn Monaten wieder zur Verfügung gestellt worden seien, gab VGT-Obmann Balluch an, dass der Sonderkommission ein Backup der Mitgliederdatenbank entgangen sei, was den VGT vor dem vollständigen Zusammenbruch bewahrt habe.
Das österreichische Nachrichtenmagazin NEWS zitierte eine interne E-Mail des Innenministeriumsbeamten Erich Zwettler, die kurz nach der Entscheidung zur Einrichtung der Sonderkommission im April 2007 abgeschickt wurde. Demnach hatte das Innenministerium keine Hinweise darauf, dass die betreffenden Sachbeschädigungen in Zusammenhang mit den Aktivisten des Vereins gegen Tierfabriken stünden. Daher müsse „strukturiert“ und „zielgerichtet“ gearbeitet werden. Für Kritiker stützt dies die These, dass die Verfolgung der Tierschützer nicht strafrechtlich, sondern politisch motiviert war und die Behörden gezielt versuchten, Straftatbestände zu konstruieren, um der Tierschutzbewegung Schaden zuzufügen.
Dies gilt ebenso für die Tatsache, dass das Wiener Landesamt für Verfassungsschutz und Terrorismusbekämpfung der Firma Kleider Bauer Unterstützung bei der Medienarbeit angeboten hat. Als Peter Graf die Beschädigung der zwei Privatfahrzeuge meldete, welche zur Einrichtung der SOKO führte, wurde seitens eines Referatsleiters vorgeschlagen, die beschädigten Fahrzeuge im Umfeld des Innenministeriums oder des Kanzleramtes zur Schau zu stellen.
Zudem versuchte die Sonderkommission, dem Verein gegen Tierfabriken die Gemeinnützigkeit aberkennen zu lassen, was dessen finanziellen Ruin zur Folge gehabt hätte. Laut Albert Steinhauser, Justizsprecher der Grünen-Fraktion im österreichischen Nationalrat, zeigte dies, dass die Polizei „längst für Kleider Bauer eine politische Auseinandersetzung mit dem Verein gegen Tierfabriken“ geführt habe, da die Frage der Gemeinnützigkeit mit kriminalpolizeilichen Ermittlungen nichts zu tun habe und der Verfassungsschutz mit der Erarbeitung einer Medienstrategie für Kleider Bauer seinen Verantwortungsbereich verlassen habe.
Steinhauser merkte hierbei auch kritisch an, dass die SOKO-Leitung vorgeschlagen habe, für jede angemeldete Demonstration der Tierschützer im gesamten Bundesgebiet einen Beamten des Verfassungsschutzes und mindestens zwei WEGA-Beamte abzustellen, um die Tierschützer in der Öffentlichkeit als „außergewöhnlich gefährliche Demonstranten“ zu präsentieren.

### Zuständigkeit des Gerichts
Die Zuständigkeit des Landesgerichts Wiener Neustadt kam durch einen Verfahrensfehler zu Stande, den auch die damalige Justizministerin Berger zugegeben hat: Als erster Name im Akt wurde der im Zuständigkeitsbereich des Landesgerichts lebende Grünen-Gemeinderat Matthis Podgorski genannt, somit gegen „Podgorski und andere“ ermittelt. Podgorski hatte jedoch laut einer Stellungnahme seines Landesverbandes keine Berührungspunkte mit der österreichischen Tierschutzbewegung.
Während die anderen Beschuldigten schon in Untersuchungshaft saßen, sagte Podgorski im Mai 2008 gegenüber der Presse, noch nicht einmal von der Polizei befragt worden zu sein. Podgorski wurde, im Gegensatz zu den anderen Beschuldigten, auch nicht über die Ermittlungen gegen ihn informiert. Sein Name wurde nach öffentlichem Bekanntwerden der Angelegenheit aus dem Akt entfernt.
Die Grünen äußerten den Verdacht, dass dieser „Verfahrensfehler“ absichtlich begangen worden sei, da das Landesgericht Wiener Neustadt als besonders strenges Gericht bekannt sei, bei dem vergleichsweise leicht Maßnahmen wie Überwachungen und Untersuchungshaft zu erwirken seien. Da die betreffenden Straftaten jedoch in Wien, also außerhalb des Zuständigkeitsbereiches des Landesgerichts Wiener Neustadt verübt worden seien, sei dieses Vorgehen ein „Vehikel, um die Verfolgung der TierschützerInnen in den Zuständigkeitsbereich der StA Wr.Neustadt zu ziehen“.

### Streitpunkt Schadenshöhe
Im Jänner 2007 wurde in einer Kleider-Bauer-Filiale in Graz ein Buttersäureanschlag verübt. Das Unternehmen erstattete Schadensmeldung in Höhe von 479.000 Euro an die Versicherung Allianz Elementar. Diese bezeichnete die Schadenshöhe als überhöht und lehnte einen Versicherungsanspruch in dieser Höhe ab. Kleider Bauer verklagte daraufhin seine Versicherung. Ein Tierschützer, der von den Ermittlungsbehörden verdächtigt wurde, diese Sachbeschädigung begangen zu haben, trat auf der Seite der Versicherung dem Rechtsstreit als Nebenintervenient bei.
Die Tierschützer argumentierten, dass vergleichbare Schadensfälle eine Schadenssumme von nicht über 20.000 Euro gehabt hätten. Aus ihrer Sicht seien die Ermittlungen wegen des Verdachts auf Mitgliedschaft in einer kriminellen Organisation nach § 278a StGB und in weiterer Folge das harte Vorgehen der Behörden rechtlich erst durch das große Ausmaß der angegebenen Schadenssumme möglich geworden. Die hohe Schadenssumme sei unter anderem in der Begründung für die Beantragung der Überwachung der vermeintlich „zentralen Figuren“ des Falles als Argument genannt worden.
Zudem sagte eine Expertin, die als Zeugin der Anklage im Mai 2010 vernommen wurde, vor Gericht aus, dass Buttersäuregestank sich nicht dauerhaft festsetze und leicht zu entfernen sei. Eine weitere Zeugin, selbst Opfer eines Buttersäureanschlags, gab zunächst einen Schaden von 100.000 Euro an, räumte dann jedoch ein, dass die Ware komplett vom Gestank befreit und verkauft werden konnte.
Werner Graf, Inhaber von Kleider Bauer, sagte zudem im Prozess aus, dass der hohe Schaden nicht durch die Buttersäure selbst, sondern durch die Lagerung der Pelze während des Versicherungsstreites eingetreten sei. Erst dadurch, dass sie im Zeitverlauf unmodisch und damit unverkäuflich geworden sei, sei der hohe Schaden eingetreten. Weiterhin verklagte Kleider Bauer seine Versicherung zunächst auf einen Betrag, der um 100.000 Euro unter der angegebenen Schadenshöhe lag. Der schließlich geschlossene Vergleich belief sich dann auf 257.000 Euro, wobei Graf vor Gericht erklärte, dass dieser Betrag nicht nur den Buttersäureanschlag in Graz, sondern alle ausstehenden Schäden und weitere Streitfälle mit der Versicherung umfasste. Da es sich um einen Pauschalvergleich handelte, ist nicht feststellbar, welchen Anteil der Buttersäureanschlag daran hat. Der Vergleich deckte mindestens fünf weitere Schadensfälle ohne Tierschutzbezug ab, darunter eine Überschwemmung der Kleider-Bauer-Filiale in Innsbruck. Ebenfalls enthalten waren Schadensfälle der zu Kleider Bauer gehörenden Kette Hämmerle. Hier hatte zuvor ein Buttersäureanschlag einen Schaden von 16.000 Euro angerichtet.
Die Schadenshöhe wurde Gegenstand weiterer gerichtlicher Auseinandersetzungen. Kleider Bauer ging gerichtlich gegen jeden vor, der die ursprünglich angegebene Schadenssumme als überhöht bezeichnete. Dies betraf den Hauptangeklagten Martin Balluch und seinen Anwalt Stefan Traxler sowie auch einen österreichischen Blogger, der ein Interview mit Traxler auf seiner Website veröffentlicht hatte, ohne selbst zur Frage der Schadenshöhe Stellung zu nehmen. Aufgrund des jeweils im fünfstelligen Bereich liegenden Streitwertes haben alle Beklagten entsprechende Verpflichtungserklärungen oder Widerrufe unterzeichnet, ohne dass es zu einer gerichtlichen Klärung kam. Stefan Traxler sprach wörtlich von einer „Einschüchterungsstrategie“. Kritiker verwiesen darauf, dass Werner Graf bei seiner Vernehmung vor Gericht zugegeben habe, einen bei der Polizei angezeigten Vandalismusschaden als Einbruchdiebstahl an die Versicherung gemeldet zu haben, und dass er sich bewusst gewesen sei, dass bei Einbruchdiebstahl der Selbstbehalt um 10.900 Euro geringer sei als bei Vandalismus. Kleider Bauer wurde mittlerweile wegen Versicherungsbetruges angezeigt.

### Kritik an den Ermittlungsbehörden
Von unterschiedlicher Seite wurden Zweifel an der Rechtmäßigkeit des Ermittlungsverfahrens geäußert. Im Juli 2008 zitierte der Sicherheitssprecher der Grünen, Peter Pilz, ausführlich aus den Ermittlungsakten und stellte die Begründungen der Ermittlungsbehörden für die umfangreichen Überwachungsmaßnahmen den gesetzlichen Anforderungen für solche Maßnahmen gegenüber. Pilz kam zu dem Schluss, dass nahezu alle Maßnahmen ohne ausreichende Rechtsgrundlage durchgeführt worden seien, und sprach von einer systematischen illegalen Überwachung. Ihm zufolge sei etwa von Seiten der Staatsanwaltschaft ein dringender Tatverdacht gegen die Beschuldigten, der für die meisten Maßnahmen zwingend nötig ist, nicht nur nicht nachgewiesen, sondern noch nicht einmal behauptet worden.
Während der Untersuchungshaft der Verdächtigten kritisierte der VGT die Verweigerung der Akteneinsicht durch die Sonderkommission. Im Februar 2009 sei diese gerichtlich aufgefordert worden, den Beschuldigten volle Akteneinsicht zu gewähren. Da sie dem nicht nachkam, stellte das Landesgericht Wiener Neustadt im Oktober 2010 fest, dass das Verhalten der Ermittlungsbehörden eine Verletzung der Beschuldigtenrechte darstelle. Das Urteil führte jedoch nicht dazu, dass die Beschuldigten Einsicht in die Ermittlungsakten bekamen, da die Sonderkommission zu diesem Zeitpunkt schon aufgelöst war und alle als relevant betrachteten Erkenntnisse nach Behördenangaben Eingang in den Gerichtsakt gefunden hatten.
Die Beschuldigten widersprachen dieser Darstellung und wiesen darauf hin, dass die Ergebnisse zahlreicher Ermittlungsmaßnahmen nicht in der Gerichtsakte enthalten seien. Den Verdacht, dass die Ermittlungsbehörden gezielt entlastende Ermittlungsergebnisse verheimlicht hätten, sahen sie durch die Enttarnung der verdeckten Ermittlerin „Danielle Durand“ bestätigt, da deren entlastende Ermittlungsberichte dem Gericht vorenthalten worden waren.
„Danielle Durand“ war als verdeckte Ermittlerin in den VGT eingeschleust worden. Durch eine Reform der österreichischen Strafprozessordnung wurde ihr Einsatz zum 1. Jänner 2008 genehmigungspflichtig. Ein Antrag auf eine solche Genehmigung wurde jedoch niemals gestellt. Soko-Leiter Erich Zwettler sagte während des Prozesses vor Gericht aus, dass der Einsatz der Ermittlerin vor diesem Stichtag beendet worden sei. Tatsächlich war die Polizistin jedoch noch bis in die zweite Jahreshälfte 2008 aktiv. Stefan Wappel, Vorgesetzter der verdeckten Ermittlerin, sagte aus, der Einsatz habe lediglich zur Gefahrenabwehr stattgefunden und sei daher nicht genehmigungspflichtig gewesen. Dem widersprechen interne Protokolle der Polizei, in denen ausdrücklich darauf hingewiesen wurde, dass eine weitere verdeckte Ermittlung ab 2008 genehmigungspflichtig sei. Peter Pilz mutmaßte auf einer Pressekonferenz am 24. November 2010, dass der Einsatz der verdeckten Ermittlerin verheimlicht worden sei, weil die Verantwortlichen in der Sonderkommission gewusst hätten, dass ihr Einsatz illegal gewesen sei. Er sagte weiterhin, dass es erwiesen sei, dass die verdeckte Ermittlerin die VGT-Mitglieder zu klandestinem Verhalten gedrängt habe, wodurch die Polizei selbst versucht habe, eines der zentralen Merkmale einer kriminellen Organisation – Abschottung nach außen – zu verwirklichen. Pilz kündigte eine parlamentarische Anfrage zu der Frage an, ob es nach dem 1. Jänner 2008 in Österreich weitere illegale verdeckte Ermittlungen gegeben habe. Auch der Verfassungsrechtler Heinz Mayer bezeichnete die Verheimlichung des Einsatzes als „unhaltbar“ und sprach von einer möglichen Unterdrückung von Beweismitteln. Die nach dem Prozess folgenden Strafanzeigen in diesem Zusammenhang wurden eingestellt.
Kritik erfolgte ferner an der Qualität der Arbeit der Ermittlungsbehörden, die unter anderem über eine Woche hinweg nicht in der Lage waren, eine funktionierende Abhöranlage in der Wohnung eines Angeklagten zu installieren, oder aus dem Umstand, dass ein Angeklagter während des Urlaubs eines Bekannten die Post an dessen Wohnung in der Wiener Liechtensteinstraße abholte, die Anschuldigung der Betreuung einer „toten Briefkastenfirma“ in Liechtenstein konstruierten.

### Kritik an der Prozessführung
Richterin Sonja Arleth wurde von Juristen, Medien und Prozessbeteiligten wiederholt wegen ihrer Prozessführung kritisiert. Insbesondere wurde ihr eine Behinderung von Zeugenbefragungen durch die Verteidigung vorgeworfen. Sie habe Fragen zu Ungunsten der Angeklagten umformuliert, Zeugen durch Suggestivfragen beeinflusst und zahlreiche Fragen der Verteidigung gar nicht erst zugelassen. Auch seien Entscheidungen über Anträge der Verteidigung überwiegend auf unbestimmte Zeit vertagt und entlastendes Beweismaterial nicht zugelassen worden. Gericht und Staatsanwaltschaft waren zudem dem Vorwurf ausgesetzt, den Prozess durch vielfache irrelevante Fragen und Zeugenaufrufe bewusst in die Länge zu ziehen, was auch in Hinblick auf die persönlichen, beruflichen und finanziellen Folgen für die Angeklagten kritisiert wurde. Richterin Arleth lehnte Anfang Februar 2011 einen gegen sie gerichteten und unter anderem auf diesen Kritikpunkten basierenden Befangenheitsantrag ab. Beobachter kritisierten ferner die häufigen, oft anlasslosen Ermahnungen von Angeklagten, Anwälten oder Zuschauern durch die Richterin sowie ihre Angewohnheit, Pünktlichkeit von den Angeklagten einzufordern und selbst oft nach Pausen zu spät zu kommen.
Auch bekannte österreichische Juristen kritisierten die Prozessführung. Die Vorständin des Instituts für Strafrechtswissenschaften an der Universität Linz, Petra Velten, bezeichnete den Prozess nach einem persönlichen Besuch als „inquisitorisch“ und nicht vereinbar mit Menschenrechten und Strafprozessordnung. In einem Fachartikel warf sie der zuständigen Richterin unzulässige Suggestivfragen bei Zeugenbefragungen, eine „Vorzensur“ von Verteidigerfragen, häufige Unterbrechungen der Befragung und eine eigenmächtige „Glättung“ von Widersprüchen in Zeugenaussagen vor, zudem einen „Schulterschluss“ zwischen Richterin und Staatsanwalt. Ziel sei eine „Neutralisierung“ der Verteidigung. Der Wiener Verfassungsrechtler Bernd-Christian Funk sprach davon, dass die Interventionen der Richterin „an die Grenze der Behinderung des freien Fragerechts“ gehe.
Aufgrund der scharfen Kritik Veltens in den Medien bat die österreichische Richtervereinigung die Staatsanwaltschaft Klagenfurt, rechtliche Schritte gegen Velten zu prüfen. Der Vizepräsident der Richtervereinigung, Manfred Herrnhofer, merkte dazu an, „[Velten müsse] als Wissenschafterin […] sich der Auswirkungen solcher Aussagen bewusst sein“ – diese beschädigten die Glaubwürdigkeit der Justiz. Dieses Vorgehen wurde von österreichischen Juristen und Medien einhellig verurteilt, da sie gegen das Grundrecht auf freie Meinungsäußerung und die Wissenschaftsfreiheit verstoße. Für Unmut sorgte zudem Herrnhofers Aussage: „Wir sind nicht in der Türkei, wir sind nicht im Sudan, wir sind in Österreich. Da wird menschenrechtskonform verhandelt“, die auch Kritik von türkischen Menschenrechtsaktivisten nach sich zog. Die Staatsanwaltschaft Klagenfurt teilte nach wenigen Tagen mit, dass sie keine Gründe für die Einleitung eines Ermittlungsverfahrens sehe. Anschließend kam es zu einem Vermittlungsgespräch zwischen Velten und dem Vorsitzenden der Richtervereinigung bei Bundespräsident Heinz Fischer.
Mehrfach wurde von Medien und Verteidigung kritisiert, dass regelmäßig Polizeischulklassen im Publikum saßen und es daher vielen interessierten Angehörigen und Medienvertretern nicht mehr möglich war, in den Gerichtssaal zu gelangen. Der Gerichtsverwaltung wurde vorgeworfen, die Plätze für diese Klassen zu reservieren. Diese bestritt den Vorwurf. Am Tag der Einvernahme einer verdeckten Ermittlerin waren zum Beispiel laut Augenzeugen über 40 der 60 Plätze an solche Schüler vergeben. SPÖ-Justizsprecher Johannes Jarolim forderte in einem Ö1-Interview Justizministerin Claudia Bandion-Ortner auf, die Staatsanwaltschaft zur Klagerücknahme anzuweisen, und forderte von Innenministerin Maria Fekter darüber Aufklärung, warum regelmäßig Polizeischüler die Zuschauerplätze im Prozess füllten. Der Generalsekretär von Amnesty International, Heinz Patzelt, sah das Menschenrecht auf ein faires Verfahren gefährdet. Im Februar 2011 endeten die Prozessbesuche der Polizeischüler.

### Kritik am linguistischen Gutachter
Der Grazer Gymnasiallehrer und Altphilologe Wolfgang Schweiger wurde mit der Erstellung eines linguistischen Gutachtens zur Urheberschaft mehrerer Bekennerschreiben, Postings in Foren sowie Leserbriefen beauftragt. Schweiger entwickelte eine eigene Methode, die unter anderem die durchschnittliche Zahl von Buchstaben in Wörtern ermittelt, die Satzbildung betrachtet und so im Vergleich mit anderen Texten durch eine von Schweiger als Ultimate Power bezeichnete Übereinstimmung der Ergebniszahlen eine gemeinsame Urheberschaft feststellen könnte. Schweiger kam zum Schluss, dass Martin Balluch besonders lange Hauptwörter mit bis zu 28 Buchstaben und kurze, flachschichtige Sätze verwende, sowie dass ein reicher Wortschatz für Balluch typisch sei. Abweichende Merkmale seien die Folge von unterschiedlichen Schreibstilen, die durch die Jahreszeiten oder die jeweilige Stimmung des Autors verursacht würden. Als „minimale Schwankung“ bezeichnete Schweiger Schwankungen der Ergebniswerte um 50 Prozent. Schweiger schrieb die Texte vor seiner Analyse aus diversen Quellen händisch ab, dabei unterliefen ihm 178 Fehler, die er zum Teil als Indiz für die Schuld Balluchs bewertete. Schweigers Methoden wurden vom deutschen Kriminologen Reinhold Drommel, dem Innsbrucker Linguisten Manfred Kienpointer, sowie dem Verband für Angewandte Linguistik und anderen kritisiert. Zwei Zeugen bestätigten, zwei von Schweiger Martin Balluch zugeordnete Texte verfasst zu haben. Für sein Gutachten erhielt Schweiger 50.000 € Honorar.
In der Urteilsverkündung stellte die Richterin fest, dass Schweigers Gutachten „unbestimmt und nicht nachvollziehbar“ seien, seine Methode nicht berücksichtigt werde, da sie „keinen Eingang in die Wissenschaft gefunden hat“, er selbst die Werte in seiner Analyse nicht schlüssig erklären konnte und nicht wusste, welche Texte vom Angeklagten stammen und welche nicht.

### Öffentliche Kritik
Die Festnahme der Aktivisten führte zu zahlreichen Protest- bzw. Kritikäußerungen. Der österreichische Tierschutz-Dachverband (VÖT) protestierte in einer Presseaussendung gegen die Festnahmen.
Von politischer Seite erfolgte Kritik von den Grünen, SPÖ und KPÖ. Die damals amtierende Tierschutzsprecherin der Grünen, Brigid Weinzinger, forderte 2008 die sofortige Enthaftung aller Personen und eine öffentliche Erklärung der Innenministerin und der Justizministerin zur Begründung der Vorgangsweise der Behörden. Nach Einschätzung des Justizsprechers der SPÖ, Johannes Jarolim, „wirke sowohl die Durchführung der Hausdurchsuchung als auch die Verhängung der U-Haft wie der Versuch, ein Exempel zu statuieren […] Dass Verdunkelungsgefahr vorliegt, kann [er sich] nicht vorstellen, da ja sämtliche Wohnungen durchsucht sowie nahezu alle möglichen Datenträger beschlagnahmt worden sind, und dass nach einer derart massiven Polizeiaktion strafrechtlich relevante Handlungen von den Betroffenen gesetzt werden könnten, ist wohl eher an den Haaren herbeigezogen.“
Politiker mehrerer Parteien bezeichneten die Vorgänge als Justizskandal.
Albert Steinhauser, Justizsprecher der Grünen im österreichischen Parlament, äußerte sich im Jänner 2011 kritisch zu dem Fall und kündigte Anzeigen gegen die Ermittler und Staatsanwalt Handler wegen Amtsmissbrauchs an. Zudem forderte er einen parlamentarischen Untersuchungsausschuss. Laut der Zeitschrift NEWS sind auch nicht näher genannte „namhafte Mitglieder der Regierungsparteien“ der Meinung, dass der Prozess nur „durchgepeitscht“ werde, um die Ermittlungskosten in Höhe von mehreren Millionen Euro zu rechtfertigen.
Im Rahmen einer Podiumsdiskussion Der Strafantrag im Fall § 278a mit renommierten Rechtswissenschaftlern am 23. September 2009 betonte Johannes Jarolim, dass es nicht im Sinne der Gesetzgeber sei, den § 278a in diesem Fall einzusetzen, weil einerseits das gesellschaftlich anerkannte Motiv Tierschutz sowie auch die Schwere der Vorwürfe nicht den Anforderungen zur Anwendung dieses Gesetzes entsprächen. Petra Velten, die Vorständin des Instituts für Strafrechtswissenschaften der Universität Linz, sprach von einem Gesinnungsstrafrecht und erläuterte, wieso der § 278a in der aktuellen Auslegung der Staatsanwaltschaft nicht nur gegen beliebige NGOs, sondern auch gegen Fußball-Fanclubs angewendet werden könne: Sobald vermutet würde, dass Fußball-Rowdys irgendwo Sachbeschädigungen begangen haben, könnten Vereine, die Reisebusse zu Fußballspielen organisieren, mit dem § 278a als kriminelle Organisation für solche Sachbeschädigungen verantwortlich gemacht werden – selbst wenn unbekannt wäre, wer diese Beschädigungen aus welchen Gründen verursacht hat. Vorbereitungshandlungen für schwerwiegende Kriminalität seien auf diese Weise nicht von legalen Aktivitäten abgrenzbar und eine Strafverfolgung daher willkürlich.
Bernd-Christian Funk vom Institut für Staats- und Verwaltungsrecht der Universität Wien hielt die §§ 278 und 278a aus rechtlicher Sicht für unnötig und sprach sich für ihre ersatzlose Streichung aus. Diese hielte er allerdings aufgrund einer „repressiven Grundhaltung“ in weiten Teilen der österreichischen Gesellschaft für derzeit unrealistisch.
Amnesty International äußerte Kritik am Vorgehen der Behörden und wies darauf hin, dass sie schon 2002 aufgezeigt hatten, dass die gesetzliche Definition einer kriminellen Vereinigung unangemessen weitgehend und überschießend formuliert sei. Die Gefahr der Kriminalisierung bürgerrechtlichen Protests werde durch den Vorfall bestätigt. Dem Wortlaut nach könnte der neue Deliktskatalog auch zur Verfolgung von Greenpeace als krimineller Organisation führen, wenn etwa Aktivisten ein Atomkraftwerk besetzten. In dem Falle würden sich dann sogar Spender der Terrorismusfinanzierung schuldig machen.
Die österreichische Literaturnobelpreisträgerin Elfriede Jelinek verurteilte das Vorgehen der Polizei in einer Grußbotschaft an die inhaftierten Tierschützer: „Solche martialischen bewaffneten Einsätze sind ein Schlag gegen alle Arten von Bürgerrechtsbewegungen und müssen scharf zurückgewiesen werden.“
Zudem protestierten der Vordenker der Tierrechtsbewegung Peter Singer und die Philosophen Peter Sloterdijk und Peter Weibel gegen das Vorgehen der Behörden.
Auch von Kommentatoren der überregionalen Medien wurde der Prozess zunehmend kritisiert, unter anderem als „groteske Show“ (Die Presse), „gerichtlicher Albtraum“ (Der Standard) „Farce“ (Kronen Zeitung), „fast wie bei Kafka“ (Die Zeit), und „nach der Logik müsste das halbe Land vor Gericht stehen“ (Süddeutsche Zeitung).
Als Befürworter der Vorgehensweise der Behörden trat anfänglich Florian Klenk, stellvertretender Chefredakteur der Wochenzeitung Falter auf, der über die Ergebnisse der Durchsuchungen bei den Angeklagten schrieb: „Es fanden sich bei Hausdurchsuchungen radikale Flugblätter, sowie Sturmhauben, Spraydosen, Gummihandschuhe, Lagepläne und die Aufforderung, bei Verhören nicht zu reden und die öffentliche Meinung zu manipulieren.“ In einem weiteren Artikel aus dem März 2010 verwies Klenk erneut auf die Perspektive der Unternehmer und beschrieb die Ankündigung von legalen Kundgebungen durch einen Angeklagten als gefährliche Drohung, weil darin auf eine Webseite mit Medienberichten verlinkt werde, auf der unter Tausenden anderen Berichten auch Sachbeschädigungen beschrieben wurden. Weiters zitiert Klenk eine E-Mail aus einem Tierschutzforum, in der dazu aufgerufen wird, durch möglichst viel legales Engagement ein Gegengewicht zu vereinzelten ALF-Aktionen zu setzen: „Unser Job scheint mir im Wesentlichen zu sein, derartigen Aktionen und AktivistInnen Deckung zu geben. Das heißt, sie sollen sich in der Masse sicher verstecken können, ihre Aktionen sollen in der Masse unserer Friedlich-Aktionen untergehen.“ VGT-Obmann Martin Balluch reagierte in seinem Blog auf diesen Artikel, indem er Klenks Unbefangenheit in Frage stellte und einen anderen Kontext der zitierten Mail schilderte.
Spätestens seit November 2010 kritisiert allerdings auch Florian Klenk die Vorgehensweise der Behörden im Tierschutzprozess.
Eine Folge des Prozesses war, dass sich eine Reihe von zivilgesellschaftlichen Organisationen, darunter Amnesty International, Reporter ohne Grenzen, Greenpeace und attac der Petition „Demokratie retten!“ der Initiative Zivilgesellschaft anschlossen. Sie warnt vor Schaden für die österreichische Demokratie und insbesondere vor der geplanten Verschärfung der für die Tierschutzcausa zentralen Strafrechtsparagraphen, die nach Ansicht der Kritiker nun auch Journalisten in Gefahr bringen könnten.

## Filmdokumente
- Der Prozess, Dokumentarfilm von Gerald Igor Hauzenberger, Österreich 2011[221]
- YouTube-Playlist mit Interviews mit sieben Angeklagten im Tierschützerprozess. Einige Betroffene schildern ihre Situation in der Zeit während der Gerichtsverhandlung.